# Igreja Matriz de Nossa Senhora da Apresentação
A Igreja Matriz de Nossa Senhora da Apresentação, é a primeira construída no Estado do Rio Grande do Norte. A Concatedral, conhecida como Catedral Antiga, localiza-se no bairro da Cidade Alta em Natal, no estado do Rio Grande do Norte, no Brasil. 
Primeira igreja e primeira Catedral do RN, tombada pelo IPHAN, destaca-se na paisagem urbana da atual Praça André de Albuquerque, antiga Rua Grande, dos primórdios de Natal, em pleno centro histórico da capital, sendo a primeira igreja da cidade. A sua primitiva traça é atribuída ao padre jesuíta Gaspar de Samperes.